# Neubaufahrzeug
Německý tank Neubaufahrzeug (česky: „nové vozidlo“) byl první prototyp těžkého tanku pro Wehrmacht poté, co se Adolf Hitler ujal moci. Tento těžký a pomalý vícevěžový tank se jen těžko dal použít pro taktiku Blitzkriegu (bleskové války), a proto bylo vyrobeno jen 5 kusů. Tyto stroje byly využity zejména pro propagační účely, avšak zúčastnily se bojů v Norsku v roce 1940.

## Vývoj
Neubaufahrzeug navazoval na starší typ Großtraktor („velký traktor“). Krycí název „traktor“ byl použit, protože Versailleská smlouva zakazovala Německu výrobu obrněných vozidel. Vývoj Neubaufahrzeugu začal v roce 1933 u firmy Rheinmetall-Borsig. Firma Krupp byla pověřena konstrukcí alternativní verze věže.
V roce 1934 Rheinmetall postavil dva prototypy z měkké oceli. Oba vozy byly vyzbrojeny věží s hlavním 75mm KwK L/24 dělem a se sekundárním 37mm Tankkanone L/45. Věž od Rheinmetallu měla druhou zbraň umístěnou nad 75mm dělem, kdežto věž od Kruppu měla zbraně vedle sebe. Oba vozy měly dvě sekundární věže, jednu vpředu a druhou vzadu. Byly to lehce upravené věže z Panzerkampfwagenu I, vyzbrojené jedním kulometem. V letech 1935 až 1936 byly u Rheinmetallu dokončeny tři další prototypy s řádným pancéřováním a věžemi od firmy Krupp.
Očekávalo se že tyto stroje budou dostatečné jako těžké tanky pro německou armádu, časem se však prokázalo že jsou nespolehlivé a těžko použitelné pro tuto roli. I přesto vývoj pokračoval aby německý průmysl a armáda získaly zkušenosti s výrobou a použitím těžkých tanků.

## Bojové nasazení
I když tyto vozy nikdy nebyly masově vyráběny, sloužily jako propagační materiál nacistického Německa. Byly například vystavovány na Mezinárodní výstavě automobilů v Berlíně v roce 1939.
Jejich použití pro propagandu ještě vzrostlo, když Němci zaútočili na Norsko. Wehrmacht zformoval speciální tankový oddíl, který vzal opancéřované prototypy s sebou do Osla. Zde se dostaly do menších bojů se Spojenci. V blízkosti Åndalsnesu jeden z tanků uvízl v bažině a musel být zničen, později byl nahrazen prototypem z měkké oceli.
Není jasné, co se s tanky stalo po skončení norské kampaně, ale válku žádný nepřežil. Podle dokumentů, ukořistěných Brity po válce bylo sešrotování zbylých vozidel nařízeno v roce 1941 a provedeno roku 1942.